# LII Festival Internacional de la Canción de Viña del Mar
El LII Festival Internacional de la Canción de Viña del Mar, o simplemente Viña 2011, se celebró en el Anfiteatro de la Quinta Vergara, en la ciudad de Viña del Mar, región de Valparaíso, Chile. del 21 al 26 de febrero de 2011.
Luego de la licitación de la organización del festival realizada durante 2010, la edición de 2011 fue la primera realizada por la cadena Chilevisión. La nueva organización realizó importantes cambios, tanto en la infraestructura del anfiteatro como en la programación del evento. El festival fue presentado por los animadores Rafael Araneda y Eva Gómez.

## Antecedentes

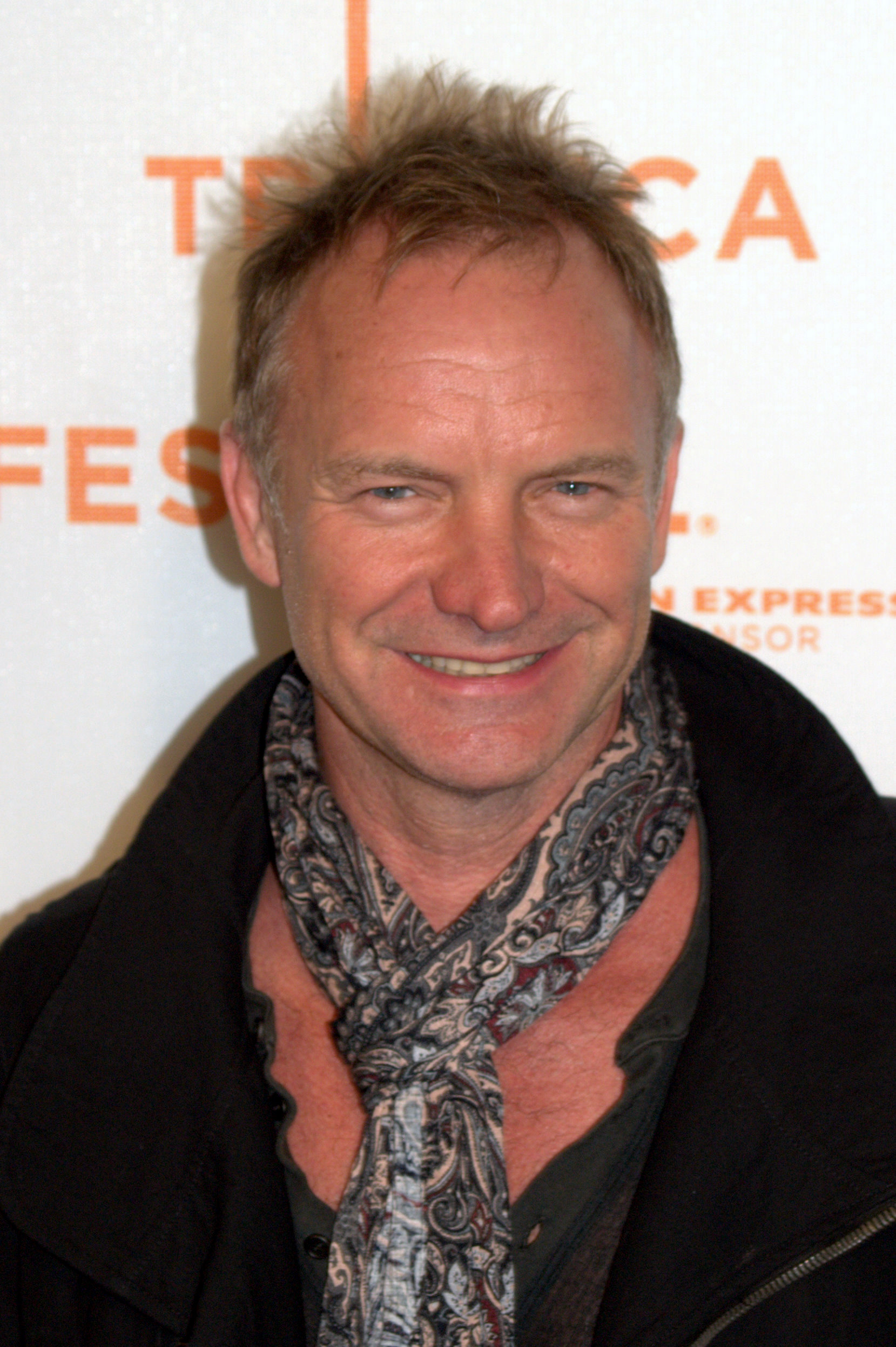
El inglés Sting fue anunciado como el principal artista internacional del Festival, siendo el más caro con un costo de 700 mil dólares.

El 18 de mayo de 2010 se anunció que la estación privada Chilevisión volvió a adjudicarse después de 39 años la licitación del Festival Internacional. En la votación realizada por el Consejo Municipal de Viña del Mar, Chilevisión obtuvo 7 votos (incluido el de la alcaldesa Virginia Reginato) contra 4, dejando fuera las propuestas de Televisión Nacional de Chile y Mega. Canal 13, que había tenido la licencia los diez años anteriores, decidió no participar en la licitación para priorizar otras alternativas de entretención de su parrilla programática. La elección no estuvo exenta de polémicas: días antes, el concejal Andrés Celis manifestó que la licitación podría quedar desierta por las bajas ofertas ofrecidas (la oferta más alta y que finalmente ganó tenía una renta de 56 mil UF por 4 años, mientras la de Canal 13 en la licitación anterior era de 80 mil UFs) lo cual se debería a la pérdida de valor del Festival en los últimos años. Días después de la elección, la Contraloría General de la República decidió investigar la licitación luego que algunos diputados de la Concertación manifestaran que ésta estaría afectada por conflictos de intereses debido a la posesión de Chilevisión por parte del presidente Sebastián Piñera; la investigación, sin embargo, no prosperaría y el presidente vendería sus acciones meses después.
El 20 de agosto de 2010, la alcaldesa Reginato dio a conocer a los primeros dos artistas confirmados del festival, el español Alejandro Sanz, quien lo confirmó vía Twitter, y el mexicano Marco Antonio Solís. También se dieron a conocer a los primeros dos miembros del jurado internacional, la mexicana Yuri y el exmiembro del grupo Sin Bandera, el argentino Noel Schajris, quienes tendrán la posibilidad de presentarse en el espectáculo. La Comisión Organizadora del festival viajó en octubre de 2010 a Las Vegas, Estados Unidos, donde presenció algunos shows que podrían reclutarse para el certamen, entre ellos, el espectáculo que la cantante Cher realizaba en el famoso Caesars Palace.
El miércoles 3 de noviembre se confirmó a Rafael Araneda como animador del Festival. Dos días después fueron confirmadas las actuaciones del humorista Mauricio Flores, el regreso de Américo y la banda de rock-folclórico Los Jaivas, junto al grupo de bachata Aventura. Al día siguiente, el diario La Tercera publicó un artículo donde se habla de los artistas en carpeta, incluyendo a Neil Diamond, Lionel Ritchie, Selena Gomez, Vicentico, Calle 13, Belinda, Andrés Calamaro, Olivia Newton-John y, dentro de los locales, Lucybell, Myriam Hernández y Los Tres.
El 24 de noviembre, se dieron a conocer a las canciones que competirán, tanto para la competencia internacional como para la competencia folclórica. El 2 de diciembre sale en Las Últimas Noticias un artículo donde se confirma al humorista Dino Gordillo luego del rechazo de Ernesto Belloni, y las tratativas para la participación de Roberto Carlos, que se confirmaría semanas después.
Luego de varias negociaciones, el 6 de diciembre se confirma a Eva Gómez como la compañera de Araneda en la animación del festival. Tras las confirmaciones de los últimos artistas, incluyendo al inglés Sting, la comisión organizadora informó que la inversión total en el show, incluyendo su producción, contratación de artistas y promoción, totalizaba los 10 millones de dólares estadounidenses. Esto convirtió al evento en el más caro de la historia, superando los 7,5 millones de dólares invertidos la edición anterior y los 8,5 millones de dólares de la edición de 1994 (la más onerosa hasta esa fecha).

## Artistas

### Musicales
- Roberto Carlos
- Yuri
- Américo
- Aventura
- Marco Antonio Solís
- Calle 13
- Chayanne
- Carlos Baute
- Pitbull
- Sting
- Los Jaivas
- Alejandro Sanz
- Noel Schajris
- Villa Cariño y Viking 5

### Humoristas
- Dino Gordillo
- Óscar Gangas
- Mauricio Flores
- Ricardo Meruane

## Programación
|        | Obertura.                         |
|        | Competencia folclórica            |
|        | Competencia internacional.        |
| A / A  | Antorcha de plata / oro           |
| G / G  | Gaviota de plata / oro            |
| UTC -3 | Hora de Chile (horario de verano) |

### Día 1 (lunes 21)
La primera noche del festival se inició con un acto de homenaje a las víctimas del terremoto del 27 de febrero de 2010 y que canceló la última noche de la edición previa del evento musical. La obertura contó con la Orquesta Sinfónica de Chile y el coro de la Universidad de Chile interpretando la parte inicial «O Fortuna» de la obra "Carmina Burana", tras lo cual Víctor Díaz, un niño víctima del terremoto y popularmente conocido como Zafrada, cantó una canción infantil tradicional y luego apareció junto a una niña que vivió el terremoto en el archipiélago de Juan Fernández, para dar paso al tema oficial del certamen. La obertura fue finalmente cerrada con la orquesta y el coro interpretando la canción «Por ti volaré» (versión en español de Con te partirò), cantada por el tenor chileno Luis Véliz.
Tras la obertura, se presentó el cantante brasileño Roberto Carlos Braga, quien se mantuvo en el escenario por 80 minutos y obtuvo los primeros premios de la semana: Antorchas de plata y oro y la Gaviota de plata. Luego fue seguido por el humorista Dino Gordillo, cerrando el show la cantante Yuri, miembro del jurado de las competencias folclórica e internacional.
| N.º | Nombre | Descripción                                                                     | Confirmación           | Actuación                     | Sintonía | Premios                       | Lista de temas / Rutina |
| --- | --- | ------------------------------------------------------------------------------- | ---------------------- | ----------------------------- | -------- | ----------------------------- | --- |
| O   | Orquesta Sinfónica de Chile, Coro Sinfónico de la Universidad de Chile, Víctor Díaz, Martina Maturana y Luis Véliz | Obertura del Festival y homenaje a las víctimas del terremoto de Chile de 2010. | 6 de diciembre de 2010 | 22:00 22:10                   | 32,6     | —                             | Ver lista 1. Carmina Burana (Orquesta y Coro) 2. Caballito blanco (Víctor Díaz) 3. Tema de Viña 2011 4. Por ti volaré (Luis Véliz) |
| 1   | Roberto Carlos | Cantante y compositor de boleros, bossa nova y soul                             | 6 de diciembre de 2010 | 22:25 00:15                   | 47,1     | A (23:12) A (23:29) G (00:03) | Ver lista 1. Obertura: Un millón de amigos 2. Emociones 3. Que será de ti 4. Cama y mesa 5. Detalles (español y portugués) 6. Desahogo 7. Lady Laura 8. Mujer pequeña 9. Propuesta 10. Cóncavo y convexo 11. Un gato en la oscuridad 12. Cabalgata (portugués) 13. El día que me quieras 14. La distancia (español y portugués) 15. Amigo 16. Jesucristo (portugués) 17. Un millón de amigos                                                                                   |
| 2   | Danny Ricardo Batista                                                                                              | Competencia internacional                                                       | —                      | 00:33 00:37                   | 46,6     | —                             | Mi sangre es rumba |
| 3   | A.R.M.I.Y.A. | Competencia internacional                                                       | —                      | 00:38 00:42                   | 46,6     | 3,6P                          | My sdelali eto |
| 4   | Erich Juan Phillips                                                                                                | Competencia internacional                                                       | —                      | 00:44 00:47                   | 46,6     | —                             | Mágica |
| 5   | Dino Gordillo | Humorista.                                                                      | 6 de diciembre de 2010 | 00:50 01:31                   | 50,3     | A (01:22) A (01:24)           | Ver listaTemas de los chistes: - Terremoto de Chile de 2010 y tragedia minera - Ginecólogos - Diferencias entre padres e hijos - Infidelidad matrimonial - Sacerdotes |
| 6   | Andrea Botero | Competencia folclórica                                                          | —                      | 01:37 01:41                   | 37,2     | 5,8P                          | Entre líneas |
| 7   | Valentina Sepúlveda y Diapasón Porteño                                                                             | Competencia folclórica                                                          | —                      | 01:42 01:46                   | 37,2     | 5,1P                          | De Pascua Lama |
| 8   | Fausto Miño | Competencia folclórica                                                          | —                      | 01:47 01:50                   | 37,2     | 3,8P                          | Baila, mi vida |
| 9   | Yuri | Cantante y compositora de música pop, rock pop y merengue house                 | 29 de julio de 2010    | 02:01 03:25 (TV) 03:40 (Real) | 28,6     | A (03:01) A (03:03) G (03:17) | Ver lista 1. Baile caliente 2. Amiga mía 3. Todo mi corazón 4. Hombres al borde de un ataque 5. Esperanzas 6. Arrepentida 7. Primer medley de clásicos: 1. Este amor ya no se toca 2. Dame un beso 3. Tú y yo 4. Primer amor 5. Yo te amo, te amo 8. Es ella más que yo 9. ¿Qué te pasa? 10. Yo te pido amor 11. Hay un límite (junto a Aleste) 12. Maldita primavera 13. El apagón 14. Segundo medley: 1. No tengo dinero 2. Parece que va a llover 3. Aquí nadie está cansao |

### Día 2 (martes 22)
La segunda noche del festival se inició con el cantante chileno Américo que volvió al Festival luego de su exitosa presentación un año antes. Luego de 80 minutos de show y de haber recibido la Gaviota de plata, Américo terminó su presentación entre aplausos del público; sin embargo, en la conferencia de prensa, el cantante ariqueño, quien se radicaría en los Estados Unidos, reclamó contra Rafael, a quien lo llamó como "El animador", acusándolo de haber cortado su presentación y de pedirle ayuda para calmar a los espectadores. Estas declaraciones causaron mucha polémica. 
El grupo venezolano Yolo Aventuras en la Gira 2011
Pese a que muchos esperaban que Óscar Gangas fuera «devorado» por El Monstruo, como se conoce al público del Festival, tuvo una exitosa presentación basada en humor de alto contenido sexual, y que posteriormente fue criticado. Contrario a las predicciones, Gangas obtuvo dos antorchas, antes de dar paso al grupo dominicano Aventura, que serían los primeros en ganar la Gaviota de oro.
| N.º | Nombre                   | Descripción                            | Confirmación            | Actuación                     | Sintonía | Premios                                 | Lista de temas / Rutina |
| --- | ------------------------ | -------------------------------------- | ----------------------- | ----------------------------- | -------- | --------------------------------------- | --- |
| 1   | Américo                  | Cantante tropical, cumbia y baladas.   | 5 de noviembre de 2010  | 22:06 23:35                   | 50,4     | A (22:45) A (23:20) G (23:22)           | Ver lista 1. Obertura: Medley de canciones (sólo introducciones) 2. Entre el amor y el odio 3. Me olvidé de tu amor 4. Adiós, amor 5. Tu hipocresía 6. Ten pena por ti 7. Tendría que llorar por ti 8. A prueba de balas 9. A llorar a otra parte 10. Traicionera (versión balada) 11. Murió la flor (de Los Ángeles Negros) 12. La joya del Pacífico (de Lucho Barrios) 13. Me enamoré de ti y qué 14. Solo de timbal 15. Lástima por ti 16. Amigo salud 17. Niña ay (Niñachay) 18. El embrujo 19. Te vas 20. Que levante la mano 21. Cómo te voy a olvidar (de Los Ángeles Azules) |
| 2   | Aleesha                  | Competencia internacional              | —                       | 23:53 23:56                   | 42,8     | 5,3P                                    | Love's a boomerang |
| 3   | Sierra Noble             | Competencia internacional              | —                       | 23:57 00:00                   | 42,8     | 6,4P                                    | Try anything |
| 4   | Leslie Shaw              | Competencia internacional              | —                       | 00:01 00:06                   | 42,8     | 5,2P                                    | Destrozado y sin control |
| 5   | Óscar Gangas             | Humorista.                             | 29 de diciembre de 2010 | 00:18 00:40                   |          | A (00:34) A (00:36)                     | Ver listaChistes de ebrios y de contenido sexual |
| 6   | Rocío del Carmen Moreira | Competencia folclórica                 | —                       | 00:45 00:50                   | 38,7     | 5,1P                                    | Wawitay |
| 7   | Luis Fernando Bustillo   | Competencia folclórica                 | —                       | 00:51 00:54                   | 38,7     | 3,7P                                    | Magdalena se va |
| 8   | Fritzia Hualpa           | Competencia folclórica                 | —                       | 00:55 00:59                   | 38,7     | 2,0P                                    | Vamos bailando |
| 9   | Aventura                 | Grupo musical de bachata y pop latino. | 5 de noviembre de 2010  | 01:12 03:00 (TV) 03:34 (Real) | 34,0     | A (02:26) A (02:45) G (02:47) G (02:56) | Ver lista 1. Por un segundo 2. El desprecio 3. Peligro 4. Su veneno 5. Los infieles 6. Mi niña cambió 7. Cuando volverás 8. Te invito 9. El perdedor 10. Tu jueguito 11. Noche de sexo de Wisin & Yandel 12. Hermanita 13. Todavía me amas 14. Amor de madre 15. Enséñame a olvidar 16. 9:15 17. Yo quisiera amarla 18. Mi corazoncito 19. La boda 20. Obsesión 21. Cuando se pierde un amor 22. Lágrimas 23. Ella y yo de Don Omar 24. Solo por un beso 25. El malo 26. All up 2 you 27. Dile al amor                                                                               |

### Día 3 (miércoles 23)
Tras la presentación de un homenaje al cantante argentino Sandro, que contó con la presencia de su viuda, abriendo la tercera noche del festival apareció el reconocido cantautor mexicano Marco Antonio Solís, quien obtuvo un éxito abrumador con repertorio renovado, ganando antorchas y la Gaviota de Plata. A continuación, apareció el humorista Mauricio Flores con sus rutinas del afeminado Tony Esbelt y del muñeco Melame. 
Al cierre de la jornada se presentó el grupo de hip-hop urbano Calle 13, que incluyó a artistas locales como Chancho en Piedra, Inti-Illimani Histórico y Camila Moreno. El show estuvo marcado por las polémicas declaraciones de René Pérez "Residente" apoyando las reivindicaciones mapuches y las protestas contrarias al proyecto energético Hidroaysén, además de su manifiesto rechazo a la entrega de galardones; pese a las exigencias del público, Residente impidió la entrega de más galardones tras la entrega de la Antorcha de plata pues prefería seguir cantando. La actitud contestataria de Calle 13 y su calidad musical fueron ampliamente destacados por la prensa chilena, que lo consideró una de las mejores presentaciones del evento musical.
| N.º | Nombre                                 | Descripción                                  | Confirmación           | Actuación   | Sintonía | Premios                       | Lista de temas / Rutina |
| --- | -------------------------------------- | -------------------------------------------- | ---------------------- | ----------- | -------- | ----------------------------- | --- |
| O   | Camila Silva y Andrés Olivos           | Obertura con homenaje a Sandro.              |                        | 22:00 22:08 | 0,00     |                               | Ver lista 1. Así Sandro 2. Porque yo te amo (Camila Silva) y (Andrés Olivos) 3. Sus ojos se cerraron (Camila Silva y Andrés Olivos) 4. Una muchacha y una guitarra Sandro |
| 1   | Marco Antonio Solís                    | Cantautor y compositor de baladas románticas | 24 de agosto de 2010   | 22:22 00:02 | 50,3     | A (23:08) A (23:14) G (23:42) | Ver lista 1. Intro 2. Dios bendiga nuestro amor 3. Si te pudiera mentir 4. Morenita 5. Sigue sin mí 6. O me voy o te vas 7. Cómo fui a enamorarme de ti (Los Bukis) 8. Nada que me recuerde a ti 9. Dime dónde y cuándo 10. Mi eterno amor secreto 11. La venia bendita 12. Invéntame 13. Tú me vuelves loco 14. Tu cárcel (Los Bukis) 15. Cuando te acuerdes de mí 16. Antes de que te vayas 17. Más que tu amigo 18. Si no te hubieras ido 19. ¿Dónde estará mi primavera? |
| 2   | Danny Ricardo Batista                  | Competencia internacional                    | —                      | 00:13 00:17 | 44,2     | —                             | Mi sangre es rumba |
| 3   | A.R.M.I.Y.A.                           | Competencia internacional                    | —                      | 00:18 00:22 | 44,2     | —                             | My sdelali eto |
| 4   | Erich Juan Phillips                    | Competencia internacional                    | —                      | 00:23 00:26 | 44,2     | —                             | Mágica |
| 5   | Mauricio Flores                        | Humorista.                                   | 5 de noviembre de 2010 | 00:36 01:39 | 53,2     | A (01:13) A (01:17)           | Ver listaTony Esbelt: 1. Interacción con el conductor (Rafael Araneda). 2. Chistes sobre homosexuales. Melame: 1. Chistes varios 2. Los parientes de Melame. 3. Chiste prohibido. |
| 6   | Andrea Botero                          | Competencia folclórica                       | —                      | 01:45 01:49 | 35,7     |                               | Entre líneas |
| 7   | Valentina Sepúlveda y Diapasón Porteño | Competencia folclórica                       | —                      | 01:50 01:54 | 35,7     |                               | De Pascua Lama |
| 8   | Fausto Miño                            | Competencia folclórica                       | —                      | 01:55 01:58 | 35,7     |                               | Baila, mi vida |
| 9   | Calle 13                               | Grupo musical urbano.                        | 6 de diciembre de 2010 | 02:16 04:02 | 21,9     | A (03:21)                     | Ver lista 1. Intro 2. Baile de pobres 3. No hay nadie como tú con Chancho en Piedra 4. Vamo' a portarnos mal 5. Ven y critícame 6. ¡Atrévete-te-te! 7. Latinoamérica con Inti-Illimani Histórico y Camila Moreno 8. La cumbia de los aburridos 9. La perla 10. Todo se mueve 11. Tango del pecado 12. La bala 13. Se vale to' 14. Hormiga brava 15. Pa'l norte 16. Calma pueblo 17. Fiesta de locos                                                                          |

### Día 4 (jueves 24)
La cuarta noche del Festival estuvo marcado por el show del puertorriqueño Chayanne, quien obtuvo dos Antorchas y dos Gaviotas. Su show, criticado por el uso de over playback, fue seguido por el venezolano Carlos Baute, quien participó en calidad de miembro del jurado. Pese a su corta presentación, ganó la Antorcha de plata. El evento fue cerrado por el cubano-estadounidense Pitbull.
| N.º | Nombre                   | Descripción                                  | Confirmación             | Actuación   | Sintonía | Premios                                 | Lista de temas / Rutina |
| --- | ------------------------ | -------------------------------------------- | ------------------------ | ----------- | -------- | --------------------------------------- | --- |
| 1   | Chayanne                 | Cantante de baladas románticas y pop latino. | 24 de septiembre de 2010 | 22:04 23:41 | 45,8     | A (23:03) A (23:07) G (23:18) G (23:33) | Ver lista 1. Provócame 2. Lola 3. Un siglo sin ti 4. Tu boca 5. Guajira 6. Primer medley: Palo bonito, Fiesta en América 7. Atado a tu amor 8. Segundo medley: Tu pirata soy yo, Completamente enamorados 9. Baila, baila 10. Tiempo de vals 11. Dejaría todo 12. Salomé 13. Si nos quedara poco tiempo 14. Me enamoré de ti 15. Torero 16. Cuidarte el alma |
| 2   | Aleesha                  | Competencia internacional                    | —                        | 00:02 00:07 | 34,0     | 3,1P                                    | Love's a boomerang |
| 3   | Sierra Noble             | Competencia internacional                    | —                        | 00:08 00:12 | 34,0     | 6,7P                                    | Try anything |
| 4   | Shaw                     | Competencia internacional                    | —                        | 00:13 00:17 | 34,0     | 5,7P                                    | Destrozado y sin control |
| 5   | Carlos Baute             | Cantante de baladas románticas y pop latino. | 29 de diciembre de 2010  | 00:28 01:00 | 39,9     | A (00:49)                               | Ver lista 1. Te regalo 2. Te quise olvidar 3. Tu no sabes tanto 4. Quién te quiere como yo 5. Colgando en tus manos |
| 6   | Rocío del Carmen Moreira | Semifinal de la competencia folclórica       | —                        | 01:07 01:12 | 31,6     | —                                       | "Wawitay" |
| 7   | Luis Fernando Bustillo   | Semifinal de la competencia folclórica       | —                        | 01:14 01:18 | 31,6     | 3,1P                                    | Magdalena se me va |
| 8   | Fritzia Hualpa           | Semifinal de la competencia folclórica       | —                        | 01:19 01:22 | 31,6     | 3,0P                                    | Vamos bailando |
| 9   | Pitbull                  | Cantante de reguetón, hip-hop y pop.         | 6 de diciembre de 2010   | 01:38 03:01 | 20,7     | A (02:27) A (02:45)                     | Ver lista 1. Triumph 2. No disponible aún |

### Día 5 (viernes 25)
La quinta noche estuvo marcado por la presentación inicial del cantante inglés Sting, quien regresó a la Quinta Vergara luego de su histórica presentación en la edición de 1982 como parte de The Police. Sting presentó una versión sinfónica de sus principales temas, acompañado por la Orquesta Sinfónica de Chile y Andrés Pérez Muñoz, que fue valorada ampliamente tanto por el público como por la crítica especializada. La partida de Sting al término de su show, sin embargo, provocó el enojo de los espectadores, que se manifestaron constantemente durante gran parte de la noche. La presentación del humorista Ricardo Meruane estuvo plagada de abucheos desde su inicio, pero que se intensificaron tras una rutina considerada aburrida e incomprensible y que contó con varias súplicas de clemencia en los 20 minutos que duró. Los abucheos continuaron gran parte de la noche, siendo acalladas únicamente con el inicio de la presentación de la banda Los Jaivas, quienes ganaron todos los galardones disponibles en su celebración de 40 años de carrera.
| N.º | Nombre                                 | Descripción                                               | Confirmación            | Actuación   | Sintonía | Premios                                 | Lista de temas / Rutina |
| --- | -------------------------------------- | --------------------------------------------------------- | ----------------------- | ----------- | -------- | --------------------------------------- | --- |
| 1   | Sting                                  | Cantante de rock, punk rock, jazz y New Wave              | 10 de diciembre de 2010 | 22:05 23:30 | 29,3     | A (23:08) A (23:23) G (23:24) G (23:25) | Ver lista 1. If I ever lose my faith in you 2. Every little thing she does is magic 3. Englishman in New York 4. Roxanne 5. This cowboy song 6. When we dance 7. Russians 8. Fields of gold 9. Next to you 10. They dance alone 11. King of pain 12. Every breath you take 13. Desert rose 14. She's too good for me 15. Fragile 16. Message in a bottle |
| 2   | Shaw                                   | Final de la competencia internacional                     | —                       | 23:42 23:46 | 27,4     | —                                       | Destrozado y sin control |
| 3   | Sierra Noble                           | Final de la competencia internacional                     | —                       | 23:47 23:51 | 27,4     | —                                       | Try anything |
| 4   | Erich Juan Phillips                    | Final de la competencia internacional                     | —                       | 23:52 23:56 | 27,4     | —                                       | Mágica |
| 5   | Ricardo Meruane                        | Humorista.                                                | 20 de enero de 2011     | 00:13 00:31 | 27,4     | —                                       | Ver listaChistes cortos. |
| 6   | Valentina Sepúlveda y Diapasón Porteño | Final de la competencia folclórica                        | —                       | 00:33 00:37 | 35,6     | —                                       | De Pascua Lama |
| 7   | Andrea Botero                          | Final de la competencia folclórica                        | —                       | 00:38 00:42 | 35,6     | —                                       | Entre líneas |
| 8   | Rocío del Carmen Moreira               | Final de la competencia folclórica                        | —                       | 00:42 00:46 | 35,6     | —                                       | Wawitay |
| 9   | Los Jaivas                             | Grupo musical de rock progresivo, folk rock y jazz fusión | 5 de noviembre de 2010  | 01:03 02:17 | 30,2     | A (01:32) A (01:58) G (02:00) G (02:03) | Ver lista 1. Del aire al aire 2. La poderosa muerte 3. Amor americano 4. Sube a nacer conmigo hermano 5. Final 6. Valparaíso' 7. Mira niñita 8. Hijos de la tierra 9. Mambo de Machaguay 10. Pregón para iluminarse 11. Todos juntos |

### Día 6 (sábado 26)
La Sexta y última noche del festival del evento musical inició con la participación del cantante español Alejandro Sanz, que recibió los cuatro galardones disponibles en el evento. Su presentación fue seguida por el jurado argentino Noel Schajris, quien interpretó tanto temas de su carrera como solista como de su antiguo grupo Sin Bandera. Antes de la premiación de las competencias folclórica e internacional, los animadores del evento pidieron al público guardar un minuto de silencio en memoria de las víctimas del Terremoto de Chile de 2010 a un año de este trágico suceso que dejó inconcluso el festival de dicho año, así como dar un aplauso por los que aún sufren desde la catástrofe. Asimismo se hizo un homenaje a la escritora chilena Isidora Aguirre, quien falleció un día antes de la última jornada con un aplauaso de parte de toda la Quinta Vergara. Tras esto, se realizó la premiación de las competencias, siendo ganadora en la folclórica la polémica canción De Pascua Lama, compuesta por Patricio Manns e interpretada por Valentina Sepúlveda y Diapasón Porteño, mientras que en la competencia internacional ganó Sierra Noble, de Canadá, con el tema Try anything. El evento fue finalmente cerrado con la presentación de las bandas de cumbia Villa Cariño y Los Vikings 5.
| N.º | Nombre                                 | Descripción                                               | Confirmación         | Actuación                                | Sintonía | Premios                                 | Lista de temas / Rutina |
| --- | -------------------------------------- | --------------------------------------------------------- | -------------------- | ---------------------------------------- | -------- | --------------------------------------- | --- |
| 1   | Alejandro Sanz                         | Cantante y compositor de música pop, pop rock y flamenco. | 20 de agosto de 2010 | 22:13 00:08                              | 31,9     | A (23:22) A (23:30) G (23:49) G (00:01) | Ver lista 1. Peter punk 2. Lo que fui es lo que soy 3. Desde cuando 4. Viviendo de prisa 5. Nuestro amor será leyenda 6. Corazón partío 7. Cuando nadie me ve 8. Lola Soledad con Noel Schajris 9. Quisiera ser 10. Mala 11. No es lo mismo 12. Looking for paradise 13. Yo sé lo que la gente piensa 14. "Lo ves" 15. Tú no tienes la culpa 16. Tu letra podré acariciar 17. Medley: A la primera persona, Mi soledad y yo, Amiga mia, ¿Y si fuera ella? 18. Aquello que me diste                          |
| 2   | Noel Schajris                          | Cantante y compositor de música pop y baladas.            | 20 de agosto de 2010 | 00:25 01:22                              | 27,6     | A (01:01) A (01:15)                     | Ver lista 1. Momentos 2. Kilómetros 3. Ves 4. Entra en mi vida 5. Sirena 6. Nadie se va a marchar 7. ABC 8. Que me alcance la vida 9. Mientes tan bien 10. Que lloro 11. Te vi venir 12. No veo la hora 13. Aquí estoy yo |
| 3   | Valentina Sepúlveda y Diapasón Porteño | Premiación de la competencia folclórica                   | —                    | —                                        | —        | G (01:38)                               | De Pascua Lama |
| 4   | Sierra Noble                           | Premiación de la competencia internacional                | —                    | —                                        | —        | G (01:41)                               | Try anything |
| 5   | Villa Cariño Los Vikings 5             | Cumbre bailable de grupos de cumbia.                      | 20 de enero de 2011  | 01:51 (VC) 02:13 (LV5) 02:55 (TV y Real) | 22,5     | — A (02:35) A (02:46)                   | Ver listaVilla Cariño: 1. Me estoy enamorando 2. Para dormir contigo otra vez 3. Clandestino 4. Prisionera 5. Cumbia 6. No! Los Vikings 5: 1. Ese barco entrando en la bahía 2. Que buenas a tu hermana 3. Me estoy enamorado de mi suegra 4. Para que llorar 5. La gallina no 6. Don goyo 7. De coquimbo soy 8. candombe para José 9. El minero 10. No me pregunten como es mi muchacha 11. Cariñito 12. Se va la vida 13. Vagabundo soy 14. Boquita de caramelo 15. Llegó la banda (junto a Villa Cariño) |

## Competencias
A partir de este año, ambas competencias tuvieron un único jurado (a diferencia de años anteriores, donde existía un jurado especializado por cada competencia). Entre los miembros del jurado están los cantantes Noel Schajris, Carlos Baute y Yuri quienes además participaron en el espectáculo.
Las notas de cada jurado fueron dadas a conocer públicamente, a excepción de dos jurados cuyo voto fue secreto. Cada jurado evaluó los temas con una nota de 1 a 7, y cada jurado no pudo emitir la misma nota a dos intérpretes diferentes.

### Jurado
| Silla | Nombre                               |
| ----- | ------------------------------------ |
| 1     | Carlos Baute                         |
| 2     | Fernanda Urrejola                    |
| 3     | Jordi Castell                        |
| 4     | Pablo Aguilera                       |
| 5     | Tito Fernández (voto secreto)        |
| 6     | Juan Salazar (presidente del jurado) |
| 7     | Álvaro Morales                       |
| 8     | Yuri (voto secreto)                  |
| 9     | Noel Schajris                        |

### Competencia internacional
| País                        | Título                   | Intérprete            | Autor                          | Compositor                                          |
| Canción ganadora            | Canción ganadora         | Canción ganadora      | Canción ganadora               | Canción ganadora                                    |
| --------------------------- | ------------------------ | --------------------- | ------------------------------ | --------------------------------------------------- |
| Canadá                      | Try anything             | Sierra Noble          | Christopher Ward, Sierra Noble | Christopher Ward, Sierra Noble, Chris Burke-Gaffney |
| Finalistas                  |                          |                       |                                |                                                     |
| Perú                        | Destrozado y sin control | Shaw                  | Francisco Murias               | Francisco Murias                                    |
| Chile                       | Mágica                   | Erich Juan Phillips   | Jaime Ciero                    | Jaime Ciero                                         |
| Eliminados en primera ronda |                          |                       |                                |                                                     |
| Estados Unidos              | Love's a boomerang       | Aleesha               | Johnny Elkins                  | Peter Roberts                                       |
| Panamá                      | Mi sangre es rumba       | Danny Ricardo Batista | Danny Ricardo Batista          | Danny Ricardo Batista                               |
| Ucrania                     | My sdelali eto           | A.R.M.I.Y.A.          | Larysa Arkhypenko              | Vitaly Volkomor                                     |

### Competencia folclórica
| País                        | Título           | Intérprete                             | Autor                                                   | Compositor                                              |
| Canción ganadora            | Canción ganadora | Canción ganadora                       | Canción ganadora                                        | Canción ganadora                                        |
| --------------------------- | ---------------- | -------------------------------------- | ------------------------------------------------------- | ------------------------------------------------------- |
| Chile                       | De Pascua Lama   | Valentina Sepúlveda y Diapasón Porteño | Patricio Manns                                          | Patricio Manns                                          |
| Finalistas                  |                  |                                        |                                                         |                                                         |
| Colombia                    | Entre líneas     | Andrea Botero                          | Andrea Botero, Juan Vicente Zambrano y Marcela Cárdenas | Andrea Botero, Juan Vicente Zambrano y Marcela Cárdenas |
| Bolivia                     | Wawitay          | Rocío del Carmen Moreira               | Javier Antonio Mantilla                                 | Javier Antonio Mantilla                                 |
| Eliminados en primera ronda |                  |                                        |                                                         |                                                         |
| Honduras                    | Magdalena se va  | Luis Fernando Bustillo Osorio          | Cristián Alan Kafie Larach y Oswaldo Espinal            | Cristián Alan Kafie Larach                              |
| Perú                        | Vamos bailando   | Fritzia Hualpa Alarcón Rumy            | Fritzia Hualpa Alarcón Rumy                             | Gerald Paul Rivera Álvarez                              |
| Ecuador                     | Baila mi vida    | Fausto Miño                            | Fausto Miño                                             | Fausto Miño                                             |

## Gala
La Gala del Festival de Viña del Mar da el puntapié inicial para inaugurar cada una de las ediciones, por esta desfilan los animadores del festival, así como artistas, rostros de televisión, actores, periodistas, deportistas y modelos. Ésta fue conducida por Jordi Castell, con las entrevistas de Francisca García-Huidobro e Ignacio Gutiérrez y los encargados de cerrarla los animadores del Festival Eva Gómez y Rafael Araneda.[cita requerida]

## Controversias

### Restricciones a la transmisión internacional
A petición del artista, la presentación del cantante Roberto Carlos no se exhibió fuera de Chile, siendo omitida por A&E, TV Azteca y todos los canales internacionales donde se transmitió el evento.

### Humor en el Festival

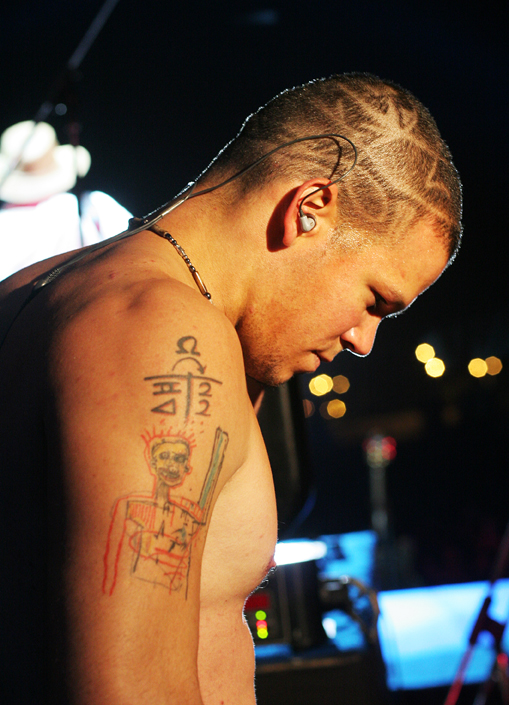
Residente de Calle 13 criticó en su show el abuso de chistes sobre homosexuales.

Si bien a lo largo de su historia, las presentaciones humorísticas son usual fuente de controversias, en esta edición se acrecentaron las críticas respecto al tipo de humor presentado y a su contenido.
El uso de un humor considerado por muchos como vulgar y de alto contenido sexual durante las presentaciones de Dino Gordillo, Óscar Gangas y Mauricio Flores fue uno de los principales aspectos criticados durante el Festival. Aunque los espectadores dentro de la Quinta Vergara aplaudieron y apoyaron a los humoristas (entregándoles incluso Antorcha de plata a todos ellos) y marcaron los principales picos de sintonía, fuera de ella muchos manifestaron su preocupación por el excesivo uso de insultos o centrarse únicamente en chistes sexuales; incluso el periódico Las Últimas Noticias tituló en portada con la palabra «Festiflaite». Otros, sin embargo, manifestaron que ese tipo de humor era únicamente reflejo de otros programas, especialmente algunos del propio canal organizador como Teatro en Chilevisión o Yingo. El caso de Gangas fue paradigmático: luego de que en 1998 fuera abucheado en el Festival en una rutina basada en humor blanco y que él mismo defendió posteriormente, en esta oportunidad reconoció «salirse del libreto» y aprovechar la oportunidad para obtener un buen resultado. Ricardo Meruane, el cuarto humorista en presentarse, criticó las participaciones de sus colegas diciendo que el uso del doble sentido era facilista, manifestando preocupación respecto a los televidentes que podían estar siendo acompañados por menores de edad.
Dentro de los chistes de contenido sexual, uno de los temas más recurrentes fue respecto a la homosexualidad, especialmente en el caso de Gangas y Flores. Muchos calificaron estos chistes de poseer un tinte homofóbico, pese a que sus ejecutores lo negaron. Flores, que estuvo gran parte del show en el rol de Tony Esbelt (un entrenador homosexual hipersexualizado), pidió disculpas por si alguien de la comunidad homosexual se había sentido ofendido pero aclaró que, según él, este tipo de chistes eran parte de la chilenidad, por lo que no son raros en el país. 

Todos contamos este tipo de chistes cuando vamos a un asado, está en la idiosincrasia del chileno, para qué esconderlo. Yo creo que somos el único país de Sudamérica que todavía somos pacatos y escondemos eso.
Mauricio Flores en una conferencia de prensa.

Las explicaciones de Flores, sin embargo, no fueron aceptadas por muchos. Una de las principales voces al respecto fue Residente, vocalista del grupo Calle 13, que en su presentación inmediatamente después de Flores, criticó públicamente su actuación diciendo “Estuvo bueno lo de la comedia, pero no me gustan los chistes de homosexuales”. Flores, posteriormente, rechazó mediante un comentario xenofóbico las opiniones de Residente indicando diciendo que no aceptaba las críticas de un extranjero, ante lo cual el puertorriqueño respondió a través de su cuenta de Twitter: “'El extranjero': de lejos veo lo que tú no ves de cerca”. El Movimiento de Integración y Liberación Homosexual (Movilh), a través de un comunicado, criticó fuertemente las actuaciones de Gangas y Flores, además de asegurar que la organización del Festival tenía conocimiento de las rutinas y no las objetó, por lo que solicitó una reunión con los encargados para evitar estas situaciones en el futuro.
El 21 de marzo, el Consejo Nacional de Televisión resolvió formular cargos contra la Universidad de Chile, cuya red a nivel nacional ocupa Chilevisión para su transmisión producto de las rutinas humorísticas de Óscar Gangas y Mauricio Flores. 21 denuncias fueron aceptadas por el CNTV, la cual por unanimidad de sus miembros determinó formular cargos por infracción del artículo 1.º de la Ley N.º 18.838 debido a que “se hizo escarnio de los homosexuales, afectando la dignidad de las personas y vulnerando el principio pluralista, todo lo cual representa una inobservancia del principio del correcto funcionamiento de los servicios de televisión”.

En ambas precitadas rutinas es perceptible, como rasgo predominante en ellas, la mofa que se hace de la minoría homosexual; así, el recurso a la persistente ridiculización de la referida minoría, empleado para suscitar la hilardidad del público, representa un hostigamiento, que no puede sino herir la dignidad de sus personas, a la vez que vulnerar, por el depósito de intolerancia a él subyacente, el pluralismo, componente, inmanente a todo sistema democrático.
Consejo Nacional de Televisión, 21 de marzo de 2011

Otros manifestaron su desacuerdo con la ausencia de humor político en el Festival. Aunque Ricardo Meruane había manifestado sus intenciones de realizar chistes contingentes, este finalmente no ocurrió en parte por el abrupto final de su fracasada rutina. Meruane, posteriormente, reconocería que no utilizó humor político puesto que no había encontrado complicidad del público para ese tipo de rutinas.

## Reyes del Festival

### Elección de laReina del Festival
| #             | País          | Candidata                | Ocupación                            | Programa       | Canal         | Votos | %      |
| ------------- | ------------- | ------------------------ | ------------------------------------ | -------------- | ------------- | ----- | ------ |
| 1.º           | Argentina     | Andrea Dellacasa         | Modelo y vedette                     | Alfombra Roja  | Canal 13      | 97    | 27,79% |
| 2.º           | Chile         | Carmen Gloria Arroyo     | Abogada y conductora de TV           | Gente Como Tú  | Chilevisión   | 94    | 26,93% |
| 3.º           | Ucrania       | Anastassia Nana Kumieiko | Cantante y modelo                    | —              | —             | 88    | 25,21% |
| 4.º           | Chile         | Pamela Díaz              | Modelo, opinóloga y vedette          | Mucho Gusto    | Mega          | 34    | 9,74%  |
| 5.º           | Chile         | Nicole "Luli" Moreno     | Bailarina, modelo y conductora de TV | Fiebre de Viña | Chilevisión   | 18    | 5,15%  |
| 6.º           | Perú          | Leslie Shaw              | Cantante y modelo                    | —              | —             | 9     | 2,75%  |
| 7.º           | Chile         | Adriana Barrientos       | Modelo y vedette                     | SQP            | Chilevisión   | 7     | 2,00%  |
| Votos nulos   | Votos nulos   | Votos nulos              | Votos nulos                          | Votos nulos    | Votos nulos   | 2     | 0,61%  |
| Votos Totales | Votos Totales | Votos Totales            | Votos Totales                        | Votos Totales  | Votos Totales | 349   | 100%   |

## Cobertura
- Televisión
  - Chile: Chilevisión
  - Latinoamérica: A&E y Nickelodeon
  - Ecuador: Gama TV
  - Bolivia: Unitel
  - México: TV Azteca
- Televisión digital
  - Chilevisión HD (por VTR y Digital Abierto en Santiago)
  - UCV TV - HD (Digital Abierto en el Gran Valparaíso)
- Radio
  - ADN Radio Chile
  - Radio Pudahuel

Chilevisión, como encargado de la producción y transmisión del evento por televisión en Chile, modificó su parrilla programática para promocionar el evento. El matinal Gente como tú, el programa de espectáculos SQP, el estelar Primer plano y Chilevisión noticias modificaron sus contenidos para apoyar el Festival y los dos primeros realizaron sus transmisiones desde Viña del Mar. A ellos se sumó el programa especial Fiebre de Viña, transmitido desde el hotel Sheraton Miramar de la misma ciudad.